# Хан Джин Су
Хан Джин Су (кор. 한진수; род. 16 декабря 1965, Сеул) — южнокорейский хоккеист на траве, полевой игрок; тренер, судья. Участник летних Олимпийских игр 1988 года как игрок, летних Олимпийских игр 2000 и 2004 годов как судья, летних Олимпийских игр 2008 и 2016 годов как тренер, чемпион летних Азиатских игр 1986 года.

## Биография
Хан Джин Су родился 16 декабря 1965 года в южнокорейском городе Сеул.
В 1986 году в составе сборной Южной Кореи по хоккею на траве завоевал золотую медаль летних Азиатских игр в Сеуле.
В 1988 году вошёл в состав сборной Южной Кореи по хоккею на траве на летних Олимпийских играх в Сеуле, занявшей 10-е место. Играл в поле, провёл 6 матчей, забил 3 мяча в ворота сборной Кении.
По окончании игровой карьеры был судьёй по хоккею на траве международного уровня. Дважды работал арбитром на летних Олимпийских играх. В 2000 году в Сиднее судил матчи группового этапа Канада — Пакистан (2:2), Нидерланды — Канада (5:2), Пакистан — Нидерланды (2:0) и матч полуфинала за 5-8-е места Германия — Аргентина (6:2). В 2004 году в Афинах судил матчи группового этапа Пакистан — Египет (7:0), Испания — Египет (3:0), Нидерланды — ЮАР (3:2) и матч за 11-12-е места Аргентина — Египет (4:2).
Впоследствии стал главным тренером сборной Южной Кореи. Возглавлял её на двух летних Олимпийских играх: в 2008 году в Пекине корейцы под руководством Хана заняли 9-е место, в 2016 году в Рио-де-Жанейро — 11-е место.